# Gyulafalva (Szlovákia)
Gyulafalva (szlovákul Dulice) Bélagyulafalva településrésze, korábban önálló falu Szlovákiában, a Zsolnai kerületben, a Turócszentmártoni járásban.

## Fekvése
Turócszentmártontól 12 km-re délkeletre fekszik, ma Bélagyulafalva déli részét képezi.

## Története
Gyulafalva a necpáli határban keletkezett, végig helyi köznemesek tulajdonában volt. 1357-ben említik először, majd 1360-ban „Gyulahaza” néven szerepel. Duliczky-Gabrhel (sic!) Mihály 1737. május 20.-án királyi adományként szerzett egy dulici birtokot III. Károly magyar királytól, amely tulajdona volt a duliczi Bulyovszky családnak. Később duliczi Duliczky Mihály és felesége, regöczi Huszár Katalin (1713-1803) birtokos volt a településen. Gyermekük, duliczi Duliczky Mihály (1741-1814), 1774. október 28.-án feleségül vette zaturcsai Zathureczky Máriát (1740–†?), zaturcsai Zathureczky Imre és Csincsala Mária lányát.
A 18. század végén Vályi András így ír róla: „DULICZ. Gyulafalva. Tót falu Turócz Vármegyében, földes Ura Bulovszky Uraság, lakosai katolikusok, fekszik Netzpaltól nem meszsze, mellynek filiája, nevezetesíti e’ helyet a’ híres Bulyovszky Mihálynak itten lett szűletése, a’ ki azon kivül, hogy nagy musika túdó volt, egy spinét forma musikát talált fél, és LEOPOLD TSÁSZÁR előtt magát ki mutatván általa, meg ajándékoztatott, munkát is hagyot vala az Orgonának jobbítása felől maga után, határja közép termékenységű.”
Fényes Elek 1851-ben kiadott geográfiai szótárában így ír a faluról: „Dulicz, Thurócz m. tót falu, Béla mellett: 31 kath., 212 evang. lak. F. u. nemesek. Ut. p. Th. Zsámbokrét.”
1910-ben 205-en lakták, ebből 202 szlovák, 1-1 magyar és német és 1 egyéb nemzetiségű. A trianoni diktátumig Turóc vármegye Turócszentmártoni járásához tartozott.
1971-ben egyesítették Turócbélával.

## Külső hivatkozások
- Gyulafalva a térképen

## Híres személyek
- Itt született Bulyovszky Mihály teológus, bölcsész, jogász és zenész.

## Lásd még
- Bélagyulafalva
- Turócbéla